# Quime
Quime ist eine Landstadt im Departamento La Paz im südamerikanischen Anden-Staat Bolivien.

Wappen von Quime

## Lage im Nahraum
Quime ist zentraler Ort des Municipios Quime in der Provinz Inquisivi und liegt auf einer Höhe von 3023 m am rechten Ufer des Río Khalu. Der Río Khalu entspringt in der fünfzehn Kilometer westlich von Quime gelegenen Kordillere Quimsa Cruz und fließt an der Provinzhauptstadt Inquisivi vorbei zum Río Sacambaya und weiter ins bolivianische Tiefland zum Río Beni.

## Geographie
Quime liegt an den östlichen Hängen der Kordillere Quimsa Cruz, zwischen dem bolivianischen Altiplano im Westen und dem Amazonas-Tiefland im Osten. Die Region weist ein ausgeprägtes Tageszeitenklima auf, bei dem die täglichen Temperaturschwankungen stärker ausfallen als die jahreszeitlichen Schwankungen.
Die mittlere Durchschnittstemperatur der Region liegt bei 10,5 °C (siehe Klimadiagramm Quime), die Monatsdurchschnittstemperaturen schwanken zwischen 7 °C im Juni/Juli und knapp 13 °C im November/Dezember. Der Jahresniederschlag beträgt knapp 600 mm, von Mai bis August herrscht eine Trockenzeit mit Monatsniederschlägen unter 15 mm, in den Monaten Januar und Februar fallen im langjährigen Mittel zwischen 120 und 130 mm Regen.

## Verkehrsnetz
Quime liegt in einer Entfernung von 250 Straßenkilometern südöstlich von La Paz, der Hauptstadt des gleichnamigen Departamentos.
Von La Paz führt die asphaltierte Nationalstraße Ruta 3 in östlicher Richtung bis Coroico und von dort die Ruta 25 in südöstlicher Richtung 160 Kilometer bis Inquisivi und weiter nach Cochabamba. In Inquisivi zweigt in südwestlicher Richtung die unbefestigte Ruta 109 ab und erreicht nach 21 Kilometern Quime.
Die meist benutzte Verbindung von der Hauptstadt aus ist die asphaltierte Nationalstraße Ruta 1 in südöstlicher Richtung von El Alto bis ins etwa 145 Kilometer entfernte Konani. Dort zweigt in nordöstlicher Richtung die bis auf erdrutschgefährdete Abschnitte asphaltierte Ruta 109 nach Quime ab. Täglich fährt ein Bus von La Paz nach Quime, weitere 5 Busse fahren von El Alto. Von Konani nach Quime fahren zusätzlich Sammeltaxis sobald sie voll sind.

## Bevölkerung
Die Einwohnerzahl der Ortschaft ist in den vergangenen beiden Jahrzehnten geringfügig angestiegen:
| Jahr | Einwohner | Quelle       |
| ---- | --------- | ------------ |
| 1992 | 2718      | Volkszählung |
| 2001 | 2439      | Volkszählung |
| 2012 | 3131      | Volkszählung |
| 2024 |           | Volkszählung |

Aufgrund der historischen Bevölkerungsentwicklung weist die Region einen hohen Anteil an Aymara-Bevölkerung auf, im Municipio Quime sprechen 70,5 Prozent der Bevölkerung Aymara.